# My Pokémon Ranch
My Pokémon Ranch (Japans: みんなのポケモン牧場) is een computerspel voor de Nintendo Wii dat op 25 maart 2008 verscheen. In eerste instantie werd het spel in Japan uitgebracht, later volgde de rest van de wereld. De bedoeling van het spel is om Pokémon te verzorgen op een "ranch" (boerderij) en ze blij te houden. Er is ook een mogelijkheid om Pokémon van Pokémon Diamond en Pearl op de Pokemonranch te zetten. Er kunnen zo maximum 1000 Pokémon op de boerderij staan, normaal krijgt de speler elke dag een nieuwe Pokémon.
De bedoeling is om de Pokémon zo gelukkig mogelijk te houden door met ze te spelen, eten te geven, te wassen, maar ook om zo veel mogelijk Pokémon te hebben in de boerderij, want hoe meer Pokémon men bezit, hoe meer spullen verkregen worden. Zoals in alle Pokémonspellen is het de bedoeling om Pokémon te trainen.
Er was een mogelijkheid om met Wiiconnect24 de boerderij(en) van anderen te bezoeken, zodat je daar met hun Pokémon kon spelen.

## Spelverloop
De speler kan maximaal 1000 Pokémon hebben en die importeren van Pokémon Diamond and Pearl, maar dat is niet echt nodig. Men begint met zes Pokémon waaronder een Pikachu en aan het begin van elke dag wordt er een nieuwe Pokémon verkregen. De boerderij is echter niet van de speler maar van een vrouw genaamd Hayley. 
Het spel werkt samen met Pokémon Diamond en/of Pearl. Yukari vraagt je soms om een specifieke Pokémon in de boerderij te plaatsen (enkel als Pokémon Diamond en Pearl ook in bezit is) en ze legt dan precies uit waar die Pokémon te vinden zijn. Dit is niet verplicht, maar soms kunnen daar wel relevante bonussen aan verbonden zijn. Ook zeldzame pokemon, bijvoorbeeld Mew, kunnen in dit spel gevonden worden.

## Ontvangst
| Beoordeeld door     | Datum            | Score |
| ------------------- | ---------------- | ----- |
| GamePro (USA)       | 16 juni 2008     | 70%   |
| Cheat Code Central  | juni 2008        | 60%   |
| NintendoWorldReport | 12 augustus 2008 | 60%   |
| IGN                 | 12 juni 2008     | 40%   |
| WiiWare World       | 10 juni 2008     | 40%   |
| Jeuxvideo.com       | 16 oktober 2012  | 25%   |
| Eurogamer.net (GB)  | 7 juli 2008      | 10%   |